# Experimento ALICE
ALICE (A Large Ion Collider Experiment; en español, Gran Experimento Colisionador de Iones) es uno de los ocho experimentos con detectores en el Gran Colisionador de Hadrones del CERN. Los otros siete son: ATLAS, CMS, TOTEM, LHCb, LHCf, MoEDAL y FASER.

## Introducción

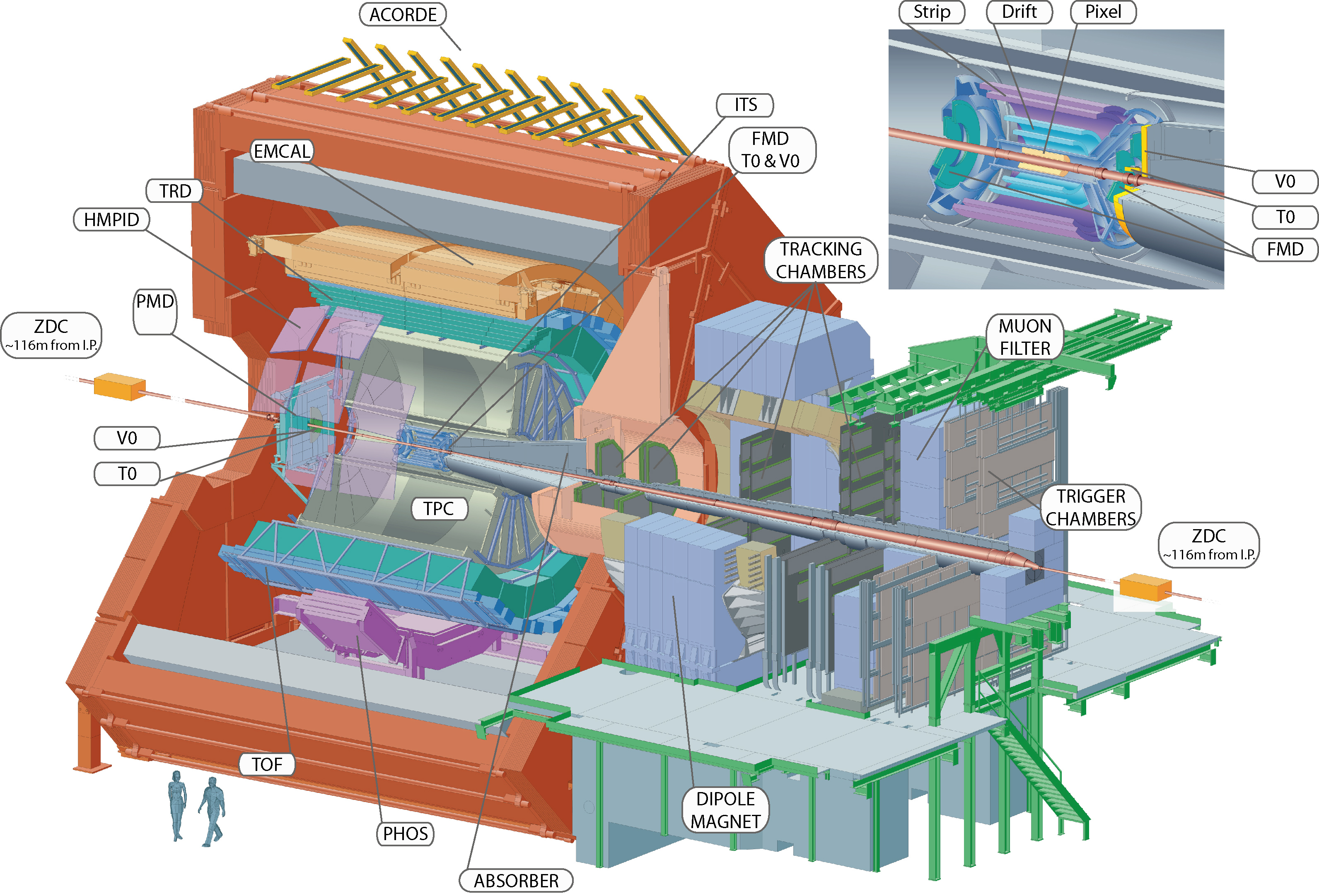
Vista recortada de ALICE generada por computadora que muestra los 18 detectores del experimento.

ALICE está optimizado para estudiar colisiones de iones pesados (núcleos de Pb-Pb) en un centro de energía de masa de hasta 5,02 TeV por par de nucleones. La temperatura y la densidad de energía resultantes permiten la exploración del plasma de quarks-gluones, un quinto estado de la materia en el que se liberan quarks y gluones. Se cree que condiciones similares existieron una fracción de segundo después del Big Bang antes de que los quarks y gluones se unieran para formar hadrones y partículas más pesadas.
ALICE se centra en la física de la materia que interactúa fuertemente a densidades de energía extremas. Las propiedades del plasma de quarks-gluones y la comprensión del desconfinamiento de quarks son cuestiones clave en la cromodinámica cuántica (QCD, por sus siglas en inglés). Los resultados obtenidos por ALICE corroboran la comprensión del confinamiento del color y la restauración de la simetría quiral. Se espera que la recreación de la forma primordial de la materia, el plasma de quark-gluones, y la comprensión de cómo evoluciona, arroje luz sobre las preguntas sobre cómo está organizada la materia, el mecanismo que confina los quarks y gluones y la naturaleza de las interacciones fuertes y cómo resultan en la generación de la mayor parte de la masa de materia ordinaria.
La cromodinámica cuántica (QCD) predice que a densidades de energía suficientemente altas habrá una transición de fase desde la materia hadrónica convencional, donde los quarks están encerrados dentro de partículas nucleares, a un plasma de quarks y gluones desconfinados. Se cree que el reverso de esta transición tuvo lugar cuando el universo tenía solo {\displaystyle 10^{-6}} s de edad, y aún puede desempeñar un papel hoy en día en los corazones de las estrellas de neutrones que colapsan u otros objetos astrofísicos.

## Historia
La idea de construir un detector de iones pesados dedicado para el LHC se transmitió por primera vez en la histórica reunión de Evian "Hacia el programa experimental del LHC" en marzo de 1992. A partir de las ideas presentadas allí, se formó la colaboración ALICE y en 1993, un reglamento fue presentado.
ALICE se propuso por primera vez como detector central en 1993 y luego se complementó con un espectrómetro de muones directo adicional diseñado en 1995. En 1997, ALICE recibió luz verde del Comité del LHC para avanzar hacia el diseño y la construcción finales.
Los primeros diez años se dedicaron al diseño y a un gran esfuerzo en I+D. Al igual que para todos los demás experimentos del LHC, quedó claro desde el principio que tampoco los desafíos de la física de iones pesados en el LHC realmente no se podrían cumplir (ni pagar) con la tecnología existente. Se necesitarían avances significativos, y en algunos casos un gran avance tecnológico, para construir sobre el terreno lo que los físicos habían soñado en papel para sus experimentos. El esfuerzo de I+D inicialmente muy amplio y luego más centrado, bien organizado y bien apoyado, que se mantuvo durante la mayor parte de la década de 1990, ha llevado a muchos avances evolutivos y algunos revolucionarios en detectores, electrónica e informática.
El diseño de un experimento de iones pesados dedicado a principios de los años 90 para su uso en el LHC unos 15 años después planteó algunos desafíos abrumadores. El detector tenía que ser de propósito general, capaz de medir la mayoría de las señales de interés potencial, incluso si su relevancia solo puede hacerse evidente más adelante, y ser flexible, permitiendo adiciones y modificaciones en el camino a medida que se abran nuevas vías de investigación. En ambos aspectos, ALICE lo hizo bastante bien, ya que incluyó una serie de observables en su menú inicial cuya importancia solo se hizo evidente más tarde. Se agregaron varios sistemas de detección importantes, desde el espectrómetro de muones en 1995, los detectores de radiación de transición en 1999 hasta un gran calorímetro de chorro agregado en 2007.
ALICE registró datos de las primeras colisiones plomo-plomo en el LHC en 2010. Los conjuntos de datos tomados durante los períodos de iones pesados en 2010 y 2011, así como los datos de protones-plomo de 2013, han proporcionado una base excelente para una mirada en profundidad a la física del plasma de quarks-gluones.
A 2014 Después de más de tres años de funcionamiento exitoso, el detector ALICE está a punto de someterse a un importante programa de consolidación y actualización durante el largo cierre [LS1] del complejo de aceleradores del CERN. Se instalará un nuevo subdetector llamado calorímetro DCAL y se actualizarán los 18 subdetectores existentes de ALICE. También se realizarán importantes obras de renovación en la infraestructura de ALICE, incluidos los sistemas eléctricos y de refrigeración. La riqueza de los resultados científicos publicados y el intenso programa de actualización de ALICE han atraído a numerosos institutos y científicos de todo el mundo. Hoy, la Colaboración ALICE tiene más de 1800 miembros provenientes de 176 institutos en 41 países.

## Colisiones de iones pesados en el LHC
Las búsquedas de plasma Quark Gluon y una comprensión más profunda de QCD comenzaron en el CERN y Brookhaven con iones más ligeros en la década de 1980. El programa de hoy en estos laboratorios ha pasado a las colisiones ultrarelativistas de iones pesados y apenas está alcanzando el umbral de energía en el que se espera que ocurra la transición de fase. El LHC, con una energía de centro de masa de alrededor de 5,5 TeV/nucleón, impulsará el alcance de la energía aún más.
Durante las colisiones frontales de iones de plomo en el LHC, cientos de protones y neutrones chocan entre sí a energías de más de unos pocos TeV. Los iones de plomo se aceleran a más del 99,9999 % de la velocidad de la luz y las colisiones en el LHC son 100 veces más energéticas que las de los protones, calentando la materia en el punto de interacción a una temperatura casi 100 000 veces más alta que la temperatura en el núcleo del sol.
Cuando los dos núcleos de plomo chocan entre sí, la materia experimenta una transición para formar por un breve instante una gota de materia primordial, el llamado plasma de quark-gluón que se cree que llenó el universo unos microsegundos después del Big Bang.
El plasma de quarks y gluones se forma cuando los protones y neutrones se "funden" en sus constituyentes elementales, los quarks y gluones se vuelven asintóticamente libres. La gota de QGP se enfría instantáneamente, y los quarks y gluones individuales (denominados colectivamente partones) se recombinan en una ventisca de materia ordinaria que acelera en todas direcciones. Los desechos contienen partículas como piones y kaones, que están formados por un quark y un antiquark; protones y neutrones, hechos de tres quarks; e incluso abundantes antiprotones y antineutrones, que pueden combinarse para formar los núcleos de antiatómicos tan pesados como el helio. Se puede aprender mucho al estudiar la distribución y la energía de estos desechos.

### Primeras colisiones plomo-plomo

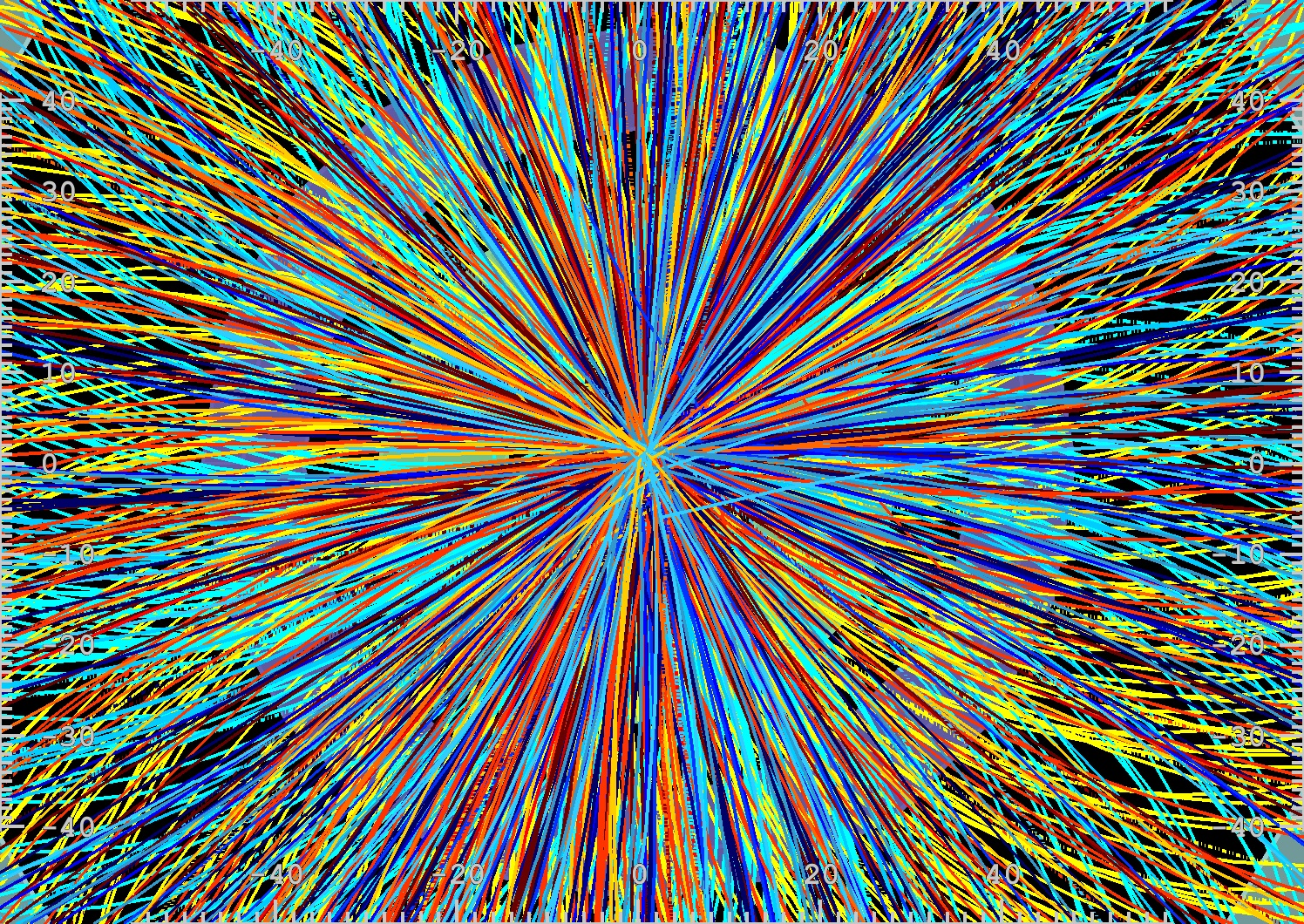
Una de las primeras colisiones de iones de plomo del LHC, según lo registrado por el detector ALICE.

El Gran Colisionador de Hadrones rompió sus primeros iones de plomo en 2010, el 7 de noviembre alrededor de las 12:30 a. m. CET.
Las primeras colisiones en el centro de los detectores ALICE, ATLAS y CMS tuvieron lugar menos de 72 horas después de que el LHC terminara su primera serie de protones y cambiara a haces de iones de plomo acelerados. Cada núcleo principal contiene 82 protones y el LHC acelera cada protón a una energía de 3,5 TeV, lo que da como resultado una energía de 287 TeV por haz, o una energía de colisión total de 574 TeV.
Se emitieron hasta 3000 partículas cargadas de cada colisión, que se muestran aquí como líneas que irradian desde el punto de colisión. Los colores de las líneas indican cuánta energía extrajo cada partícula de la colisión.

### Colisiones de protones-plomo en el LHC

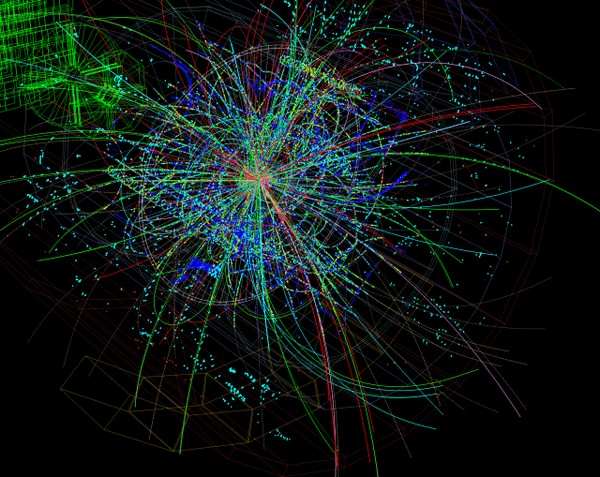
Colisión de iones protón-plomo registrada por el experimento ALICE el 13 de septiembre de 2012 en un centro de energía de masa por par de nucleón-nucleón en colisión de 5,02 TeV.

En 2013, el LHC colisionó protones con iones de plomo para los primeros haces físicos del LHC de 2013. El experimento se llevó a cabo mediante haces de protones e iones de plomo en contrarrotación, y comenzó con órbitas centradas con diferentes frecuencias de revolución, y luego se amplió por separado hasta la máxima energía de colisión del acelerador..
La primera prueba de plomo-protón en el LHC duró un mes y los datos ayudan a los físicos de ALICE a desacoplar los efectos del plasma de los efectos que se derivan de los efectos de la materia nuclear fría y arrojar más luz sobre el estudio del plasma Quark-Gluon.
En el caso de las colisiones de plomo-plomo, las configuraciones de los quarks y gluones que forman los protones y neutrones del núcleo de plomo entrante pueden ser algo diferentes de las de los protones entrantes. Con el fin de estudiar si parte de los efectos que vemos al comparar las colisiones de plomo-plomo y protón-protón se debe a esta diferencia de configuración más que a la formación del plasma. Las colisiones de protones y plomo son una herramienta ideal para este estudio.

## Los detectores ALICE
Una consideración clave del diseño de ALICE es la capacidad de estudiar el QCD y el (des)confinamiento de quarks en estas condiciones extremas. Esto se hace mediante el uso de partículas, creadas dentro del volumen caliente a medida que se expande y se enfría, que viven lo suficiente como para alcanzar las capas sensibles del detector situadas alrededor de la región de interacción. El programa de física de ALICE se basa en poder identificarlos a todos, es decir, determinar si son electrones, fotones, piones, etc. y determinar su carga. Esto implica aprovechar al máximo las formas (a veces ligeramente) diferentes en las que las partículas interactúan con la materia.
En un experimento "tradicional", las partículas se identifican o al menos se asignan a familias (hadrones cargados o neutros), por las firmas características que dejan en el detector. El experimento se divide en algunos componentes principales y cada componente prueba un conjunto específico de propiedades de las partículas. Estos componentes se apilan en capas y las partículas atraviesan las capas secuencialmente desde el punto de colisión hacia el exterior: primero un sistema de seguimiento, luego un calorímetro electromagnético (EM) y hadrónico y finalmente un sistema de muones. Los detectores están incrustados en un campo magnético para doblar las pistas de las partículas cargadas para determinar el momento y la carga. Este método para la identificación de partículas funciona bien solo para ciertas partículas y se utiliza, por ejemplo, en los grandes experimentos del LHC ATLAS y CMS. Sin embargo, esta técnica no es adecuada para la identificación de hadrones ya que no permite distinguir los diferentes hadrones cargados que se producen en las colisiones de Pb-Pb.
Para identificar todas las partículas que están saliendo del sistema del QGP ALICE está utilizando un conjunto de 18 detectores que dan información sobre la masa, la velocidad y el signo eléctrico de las partículas.

### Seguimiento de barriles
Se utiliza un conjunto de detectores de barril cilíndrico que rodean el punto de interacción nominal para rastrear todas las partículas que salen volando del medio denso y caliente. El Sistema de seguimiento interno (ITS) (que consta de tres capas de detectores: Detector de Píxeles de Silicio (SPD), Detector de Deriva de Silicio (SDD), Detector de Tira de Silicio (SSD)), Cámara de Proyección de Tiempo (TPC) y Detector de Radiación de Transición ( TRD) miden en muchos puntos el paso de cada partícula que lleva una carga eléctrica y brindan información precisa sobre la trayectoria de la partícula. Los detectores de seguimiento de barril ALICE están incrustados en un campo magnético de 0,5 T producido por un enorme solenoide magnético que dobla las trayectorias de las partículas. De la curvatura de las vías se puede derivar su impulso. El ITS es tan preciso que las partículas que son generadas por la desintegración de otras partículas con un tiempo de vida largo (~0.1 mm antes de la desintegración) pueden identificarse al ver que no se originan en el punto donde se ha producido la interacción (el "vértice" del evento) sino más bien desde un punto a una distancia tan pequeña como una décima de milímetro. Esto nos permite medir, por ejemplo, quarks inferiores que se descomponen en un mesón B de vida relativamente larga a través de cortes "topológicos".

#### Sistema de Seguimiento Interno

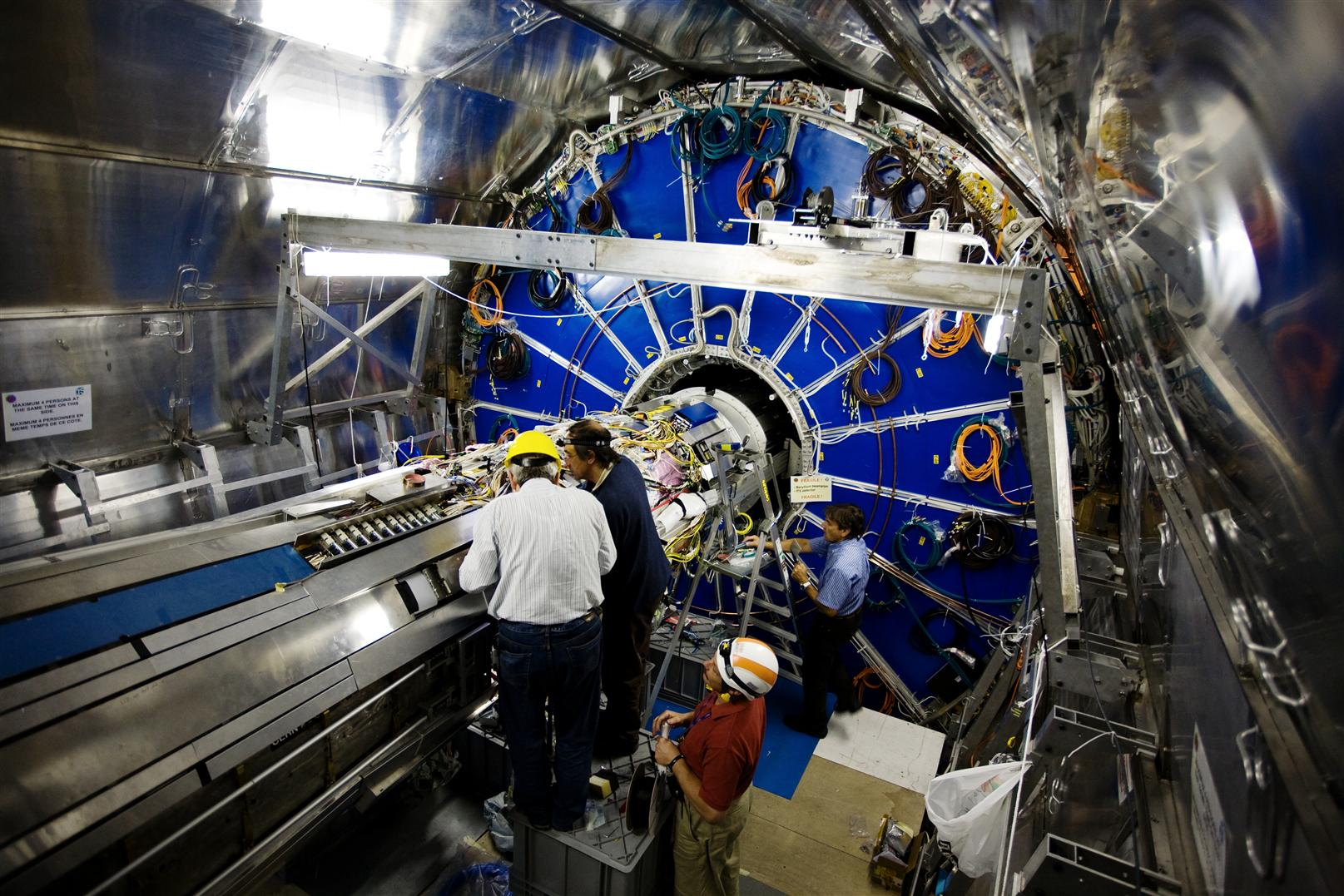
Instalación del sistema de seguimiento interno ALICE

Las partículas pesadas de vida corta cubren una distancia muy pequeña antes de descomponerse. Este sistema tiene como objetivo identificar estos fenómenos de descomposición midiendo el lugar donde ocurre con una precisión de una décima de milímetro.
El sistema de seguimiento interno (ITS) consta de seis capas cilíndricas de detectores de silicio. Las capas rodean el punto de colisión y miden las propiedades de las partículas que emergen de las colisiones, señalando su posición de paso a una fracción de milímetro. Con la ayuda de ITS, las partículas que contienen quarks pesados (encanto y belleza) pueden identificarse reconstruyendo las coordenadas en las que decaen.
ITS capas (contando desde el punto de interacción):
- 2 capas de SPD (detector de píxeles de silicio),
- 2 capas de SDD (detector de deriva de silicio),
- 2 capas de SSD (Silicon Strip Detector).

El ITS se insertó en el corazón del experimento ALICE en marzo de 2007 después de una gran fase de I + D. Utilizando las cantidades más pequeñas del material más ligero, el ITS se ha fabricado lo más ligero y delicado posible. Con casi 5 m² de detectores de tira de silicio de doble cara y más de 1 m² de detectores de deriva de silicio, es el sistema más grande que utiliza ambos tipos de detector de silicio.
ALICE ha presentado recientemente planes para un sistema de seguimiento interno actualizado, principalmente basado en la construcción de un nuevo rastreador de silicio con características muy mejoradas en términos de determinación del parámetro de impacto (d0) en el vértice primario, eficiencia de seguimiento a bajo pT y capacidades de tasa de lectura. El ITS actualizado abrirá nuevos canales en el estudio del plasma de quarks-glúones formado en el LHC, que son necesarios para comprender la dinámica de esta fase condensada de la QCD.
Permitirá el estudio del proceso de termalización de quarks pesados en el medio midiendo los bariones de belleza y encantados de sabor pesado y extendiendo estas mediciones hasta un pT muy bajo por primera vez. También proporcionará una mejor comprensión de la dependencia de la masa de quarks de la pérdida de energía en el medio y ofrecerá una capacidad única de medir los quarks de belleza al mismo tiempo que mejora la reconstrucción del vértice de decaimiento de belleza. Finalmente, el ITS actualizado nos dará la oportunidad de caracterizar la radiación térmica proveniente del QGP y la modificación en el medio de las funciones espectrales hadrónicas en relación con la restauración de la simetría quiral.
El proyecto de actualización requiere un gran esfuerzo de I+D por parte de nuestros investigadores y colaboradores de todo el mundo en tecnologías de vanguardia: sensores de silicio, electrónica de baja potencia, tecnologías de interconexión y envasado, estructuras mecánicas ultraligeras y unidades de refrigeración.

#### Cámara de Proyección de Tiempo

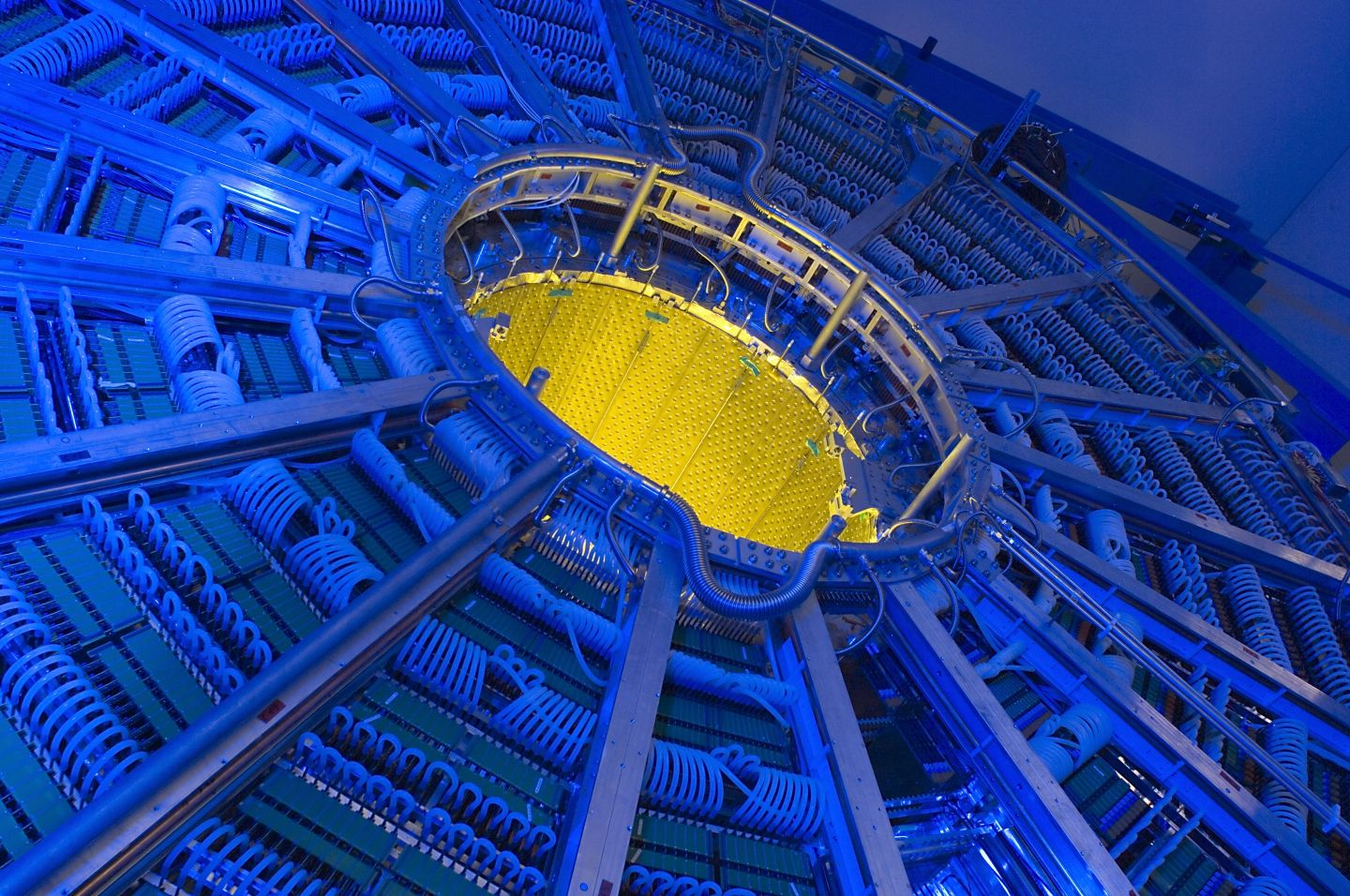
La cámara de proyección de tiempo ALICE utilizada para el seguimiento e identificación de partículas.

La cámara de proyección de tiempo ALICE (TPC) es un gran volumen lleno con un gas como medio de detección y es el principal dispositivo de seguimiento de partículas en ALICE.
Las partículas cargadas que cruzan el gas del TPC ionizan los átomos de gas a lo largo de su camino, liberando electrones que se desplazan hacia las placas terminales del detector. Las características del proceso de ionización causado por partículas cargadas rápidamente que pasan a través de un medio pueden usarse para la identificación de partículas. La dependencia de la velocidad de la fuerza de ionización está relacionada con la conocida fórmula de Bethe-Bloch, que describe la pérdida de energía promedio de las partículas cargadas a través de colisiones inelásticas de Coulomb con los electrones atómicos del medio.
Los contadores proporcionales de hilos múltiples o los contadores de estado sólido se utilizan a menudo como medio de detección, porque proporcionan señales con alturas de pulso proporcionales a la fuerza de ionización. Un efecto de avalancha en la vecindad de los alambres del ánodo tendidos en las cámaras de lectura, da la necesaria amplificación de señal. Los iones positivos creados en la avalancha inducen una señal de corriente positiva en el plano de la almohadilla. La lectura se realiza mediante las almohadillas 557 568 que forman el plano del cátodo de las cámaras proporcionales de múltiples cables (MWPC) ubicadas en las placas de los extremos. Esto da la distancia radial al haz y el acimut. La última coordenada, z a lo largo de la dirección del haz, viene dada por el tiempo de deriva. Dado que las fluctuaciones de pérdida de energía pueden ser considerables, en general se realizan muchas mediciones de la altura del pulso a lo largo de la trayectoria de las partículas para optimizar la resolución de la medición de ionización.
Casi todo el volumen del TPC es sensible a las partículas cargadas que lo atraviesan, pero presenta un presupuesto de material mínimo. El sencillo reconocimiento de patrones (pistas continuas) convierte a los TPC en la elección perfecta para entornos de alta multiplicidad, como en las colisiones de iones pesados, donde se deben rastrear miles de partículas simultáneamente. Dentro del ALICE TPC, la fuerza de ionización de todas las pistas se muestrea hasta 159 veces, lo que da como resultado una resolución de la medición de ionización tan buena como 5 %.

#### Detector de radiación de transición

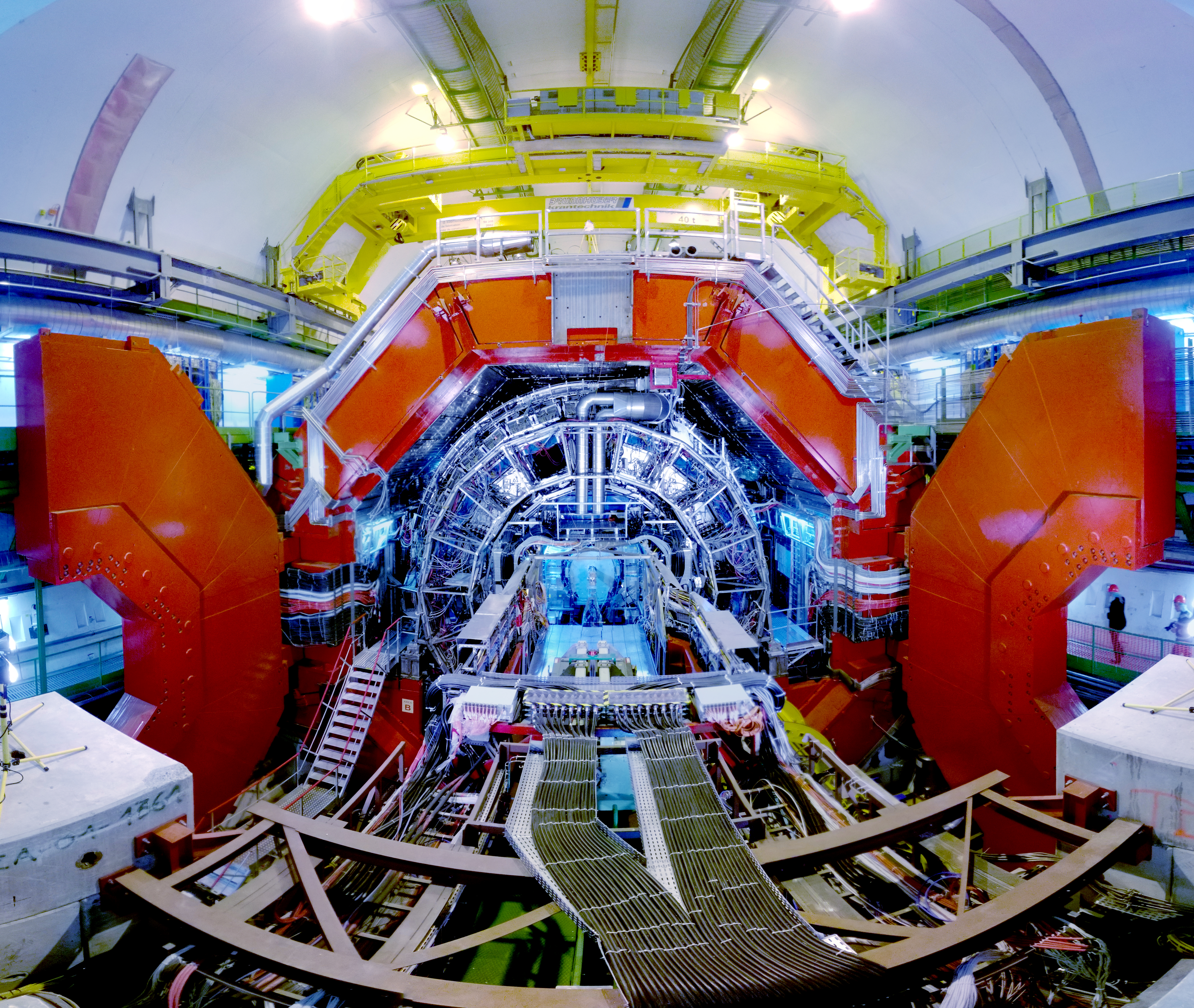
El detector ALICE completo que muestra los dieciocho módulos TRD (prismas trapezoidales en disposición radial).

Los electrones y positrones se pueden discriminar de otras partículas cargadas mediante la emisión de radiación de transición, rayos X emitidos cuando las partículas atraviesan muchas capas de materiales delgados.
La identificación de electrones y positrones se logra mediante un detector de radiación de transición (TRD). De manera similar al espectrómetro de muones, este sistema permite estudios detallados de la producción de resonancias vector-mesón, pero con una cobertura extendida hasta el vector ligero-mesón ρ y en una región de rapidez diferente. Por debajo de 1 GeV/c, los electrones se pueden identificar mediante una combinación de mediciones del detector de identificación de partículas (PID) en el TPC y el tiempo de vuelo (TOF). En el rango de impulso de 1 a 10 GeV/c, se puede aprovechar el hecho de que los electrones pueden crear TR cuando viajan a través de un "radiador" dedicado. Dentro de dicho radiador, las partículas cargadas rápidamente cruzan los límites entre materiales con diferentes constantes dieléctricas, lo que puede conducir a la emisión de fotones TR con energías en el rango de los rayos X. El efecto es pequeño y el radiador tiene que proporcionar muchos cientos de límites de material para lograr una probabilidad lo suficientemente alta como para producir al menos un fotón. En ALICE TRD, los fotones TR se detectan justo detrás del radiador utilizando MWPC llenos de una mezcla de gas a base de xenón, donde depositan su energía sobre las señales de ionización de la pista de la partícula.
ALICE TRD fue diseñado para derivar un disparador rápido para partículas cargadas con alto impulso y puede mejorar significativamente los rendimientos registrados de mesones vectoriales. Para este propósito, se instalan 250 000 CPU directamente en el detector para identificar candidatos para pistas de alto impulso y analizar la deposición de energía asociada con ellas lo más rápido posible (mientras las señales aún se están creando en el detector). Esta información se envía a una unidad de seguimiento global, que combina toda la información para buscar pares de pistas electrón-positrón en solo 6 μs.
Para desarrollar un Detector de Radiación de Transición (TRD) para ALICE, se probaron muchos prototipos de detectores en haces mixtos de piones y electrones.

### Identificación de partículas con ALICE
ALICE también quiere saber la identidad de cada partícula, ya sea un electrón, un protón, un kaón o un pión.
Los hadrones cargados (de hecho, todas las partículas cargadas estables) se identifican sin ambigüedades si se determina su masa y carga. La masa se puede deducir de las medidas del momento y de la velocidad. El momento y el signo de la carga se obtienen midiendo la curvatura de la trayectoria de la partícula en un campo magnético. Para obtener la velocidad de las partículas existen cuatro métodos basados en mediciones de tiempo de vuelo e ionización, y en la detección de radiación de transición y radiación de Cherenkov. Cada uno de estos métodos funciona bien en diferentes rangos de momento o para tipos específicos de partículas. En ALICE, todos estos métodos pueden combinarse para medir, por ejemplo, los espectros de partículas.
Además de la información que brindan ITS y TPC, se necesitan detectores más especializados: el TOF mide, con una precisión mejor que una décima de mil millonésima de segundo, el tiempo que cada partícula tarda en viajar desde el vértice para alcanzarlo, para que se pueda medir su velocidad. El detector de identificación de partículas de alto momento (HMPID) mide los patrones de luz tenue generados por partículas rápidas y el TRD mide la radiación especial que emiten las partículas muy rápidas al atravesar diferentes materiales, lo que permite identificar electrones. Los muones se miden aprovechando el hecho de que penetran en la materia más fácilmente que la mayoría de las demás partículas: en la región delantera, un absorbente muy grueso y complejo detiene todas las demás partículas y los muones se miden mediante un conjunto de detectores específicos: el espectrómetro de muones.

#### Tiempo de vuelo
Las partículas cargadas se identifican en ALICE mediante Time-Of-Flight (TOF). Las mediciones de TOF arrojan la velocidad de una partícula cargada midiendo el tiempo de vuelo en una distancia determinada a lo largo de la trayectoria de la pista. Usando la información de seguimiento de otros detectores, se identifica cada pista que dispara un sensor. Siempre que también se conozca el momento, la masa de la partícula se puede derivar de estas mediciones. El detector ALICE TOF es un detector de gran superficie basado en cámaras de placas resistivas multigap (MRPC) que cubren una superficie cilíndrica de 141 m², con un radio interior de 3,7 m. Hay aproximadamente 160 000 pads de MRPC con una resolución de tiempo de aproximadamente 100 ps distribuidos en una gran superficie de 150 m².
Los MRPC son detectores de placas paralelas construidos con láminas delgadas de vidrio de ventana estándar para crear espacios de gas estrechos con campos eléctricos elevados. Estas placas se separan utilizando líneas de pesca para proporcionar el espacio deseado; Se necesitan 10 espacios de gas por MRPC para llegar a una eficiencia de detección cercana al 100 %.
La simplicidad de la construcción permite construir un sistema grande con una resolución TOF general de 80 ps a un costo relativamente bajo (CERN Courier, noviembre de 2011, pág. 8). Este rendimiento permite la separación de kaones, piones y protones hasta momentos de unos pocos GeV / c. La combinación de tal medición con la información PID del ALICE TPC ha demostrado ser útil para mejorar la separación entre los diferentes tipos de partículas, como muestra la figura 3 para un rango de momento particular.

#### Detector de identificación de partículas de alto momento

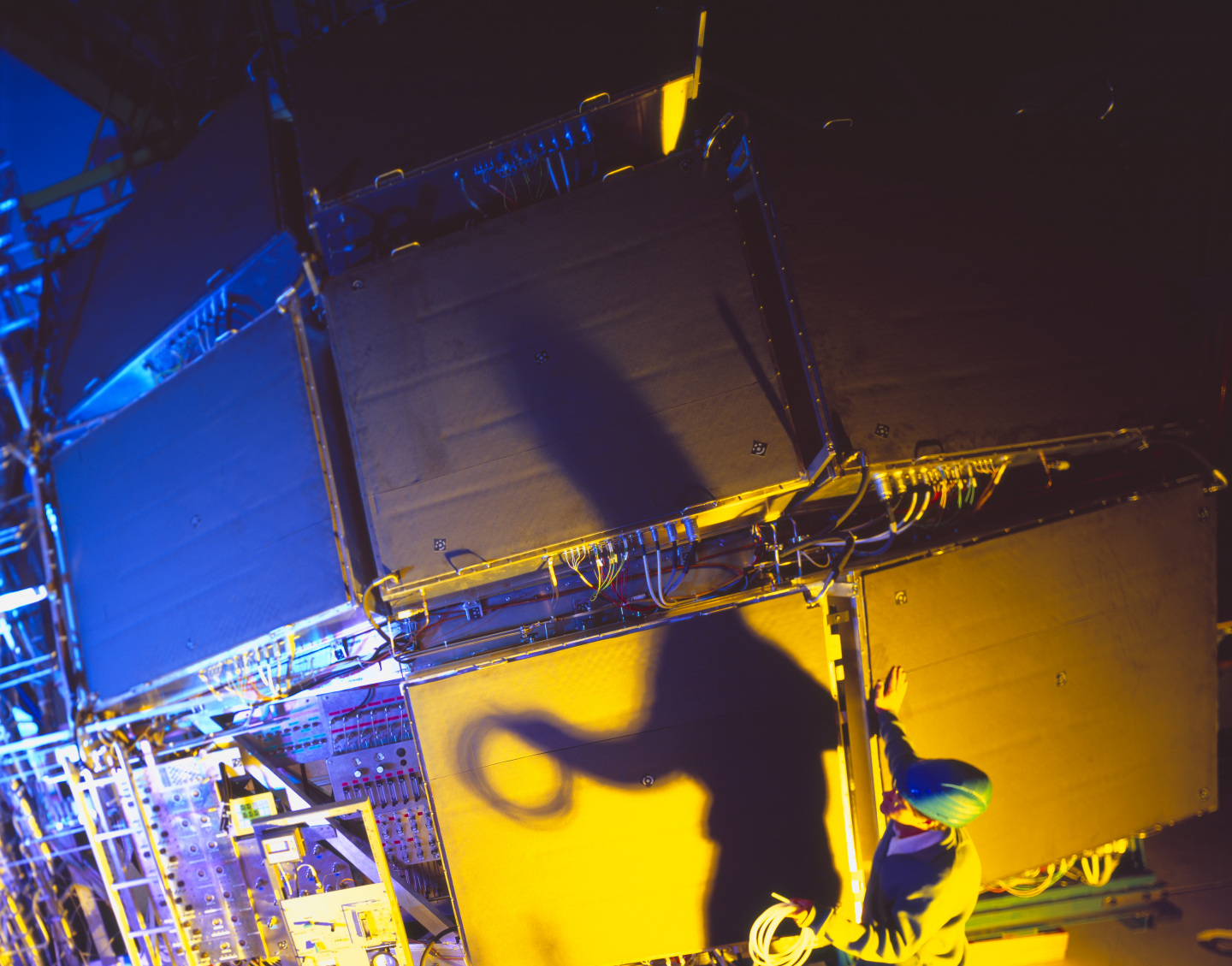
El detector HMPID antes de la instalación final dentro del imán ALICE.

El Detector de Identificación de Partículas de Alto Momento (HMPID) es un detector RICH para determinar la velocidad de partículas más allá del rango de momento disponible a través de la pérdida de energía (en ITS y TPC, p = 600 MeV) y a través de mediciones de tiempo de vuelo (en TOF, p = 1,2-1,4 GeV).
La radiación de Cherenkov es una onda de choque resultante de partículas cargadas que se mueven a través de un material más rápido que la velocidad de la luz en ese material. La radiación se propaga con un ángulo característico con respecto a la trayectoria de las partículas, que depende de la velocidad de las partículas. Los detectores Cherenkov hacen uso de este efecto y, en general, constan de dos elementos principales: un radiador en el que se produce la radiación Cherenkov y un detector de fotones. Los detectores de imágenes en anillo de Cherenkov (RICH) resuelven la imagen en forma de anillo de la radiación de Cherenkov enfocada, lo que permite medir el ángulo de Cherenkov y, por lo tanto, la velocidad de las partículas. Esto a su vez es suficiente para determinar la masa de la partícula cargada.
Si se usa un medio denso (índice de refracción grande), solo se requiere una capa delgada de radiador del orden de unos pocos centímetros para emitir una cantidad suficiente de fotones de Cherenkov. El detector de fotones se ubica entonces a cierta distancia (generalmente unos 10 cm) detrás del radiador, permitiendo que el cono de luz se expanda y forme la característica imagen en forma de anillo. Tal RICH de enfoque de proximidad está instalado en el experimento ALICE.
El rango de impulso de ALICE HMPID es de hasta 3 GeV para la discriminación de pión/kaón y de hasta 5 GeV para la discriminación de kaón/protón. Es el detector RICH de yoduro de cesio más grande del mundo, con un área activa de 11 m². Un prototipo fue probado con éxito en el CERN en 1997 y actualmente toma datos en el Colisionador de Iones Pesados Relativista en el Laboratorio Nacional de Brookhaven en los Estados Unidos.

### Calorímetros
Los calorímetros miden la energía de las partículas y determinan si tienen interacciones electromagnéticas o hadrónicas. La identificación de partículas en un calorímetro es una medida destructiva. Todas las partículas, excepto los muones y los neutrinos, depositan toda su energía en el sistema calorimétrico mediante la producción de lluvias electromagnéticas o hadrónicas. Los fotones, electrones y positrones depositan toda su energía en un calorímetro electromagnético. Sus duchas son indistinguibles, pero un fotón puede identificarse por la inexistencia de una pista en el sistema de seguimiento que está asociado a la ducha.
Los fotones (partículas de luz), como la luz emitida por un objeto caliente, nos informan sobre la temperatura del sistema. Para medirlos, se necesitan detectores especiales: los cristales del PHOS, que son tan densos como el plomo y tan transparentes como el vidrio, los medirán con una precisión fantástica en una región limitada, mientras que el PMD y en particular el EMCal los medirán sobre un área muy amplia. El EMCal también medirá grupos de partículas cercanas (llamadas "chorros") que tienen una memoria de las primeras fases del evento.

#### Espectrómetro de fotones

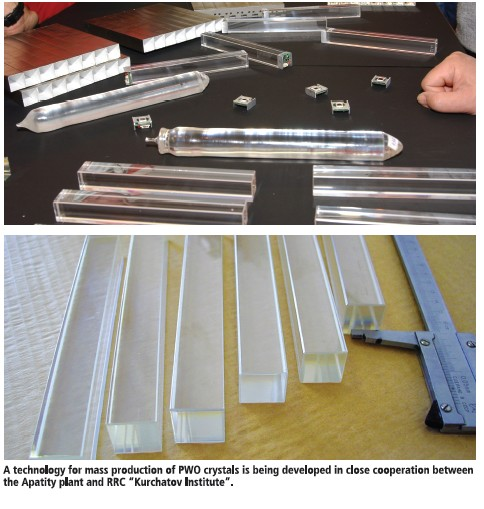
Se ha desarrollado una tecnología para la producción en masa de cristales de PWO en estrecha colaboración entre el CERN, la planta de Apatity y el "Instituto Kurchatov" de RRC.

PHOS es un calorímetro electromagnético de alta resolución instalado en ALICE para proporcionar datos para probar las propiedades térmicas y dinámicas de la fase inicial de la colisión. Esto se hace midiendo los fotones que emergen directamente de la colisión. PHOS cubre un dominio de aceptación limitado con rapidez central. Está hecho de cristales de plomo y tungstato, similares a los utilizados por CMS, se leen utilizando fotodiodos de avalancha (APD).
Cuando los fotones de alta energía chocan con el tungstato de plomo, lo hacen brillar o centellear, y este resplandor se puede medir. El tungstato de plomo es extremadamente denso (más denso que el hierro) y detiene la mayoría de los fotones que lo alcanzan. Los cristales se mantienen a una temperatura de 248 K, lo que ayuda a minimizar el deterioro de la resolución energética debido al ruido y a optimizar la respuesta a bajas energías.

#### Calorímetro electromagnético
El EMCal es un calorímetro de muestreo con centelleador de plomo que comprende casi 13 000 torres individuales que se agrupan en diez supermódulos. Las torres se leen mediante fibras ópticas que cambian de longitud de onda en una geometría de shashlik acoplada a un fotodiodo de avalancha. El EMCal completo contendrá 100 000 placas de centelleo individuales y 185 km de fibra óptica, con un peso total de unas 100 toneladas.
El EMCal cubre casi toda la longitud de la cámara de proyección de tiempo ALICE y el detector central, y un tercio de su acimut se coloca adosado con el espectrómetro de fotones ALICE, un calorímetro de plomo-tungstato más pequeño y altamente granular.
Los supermódulos se insertan en un marco de soporte independiente situado dentro del imán ALICE, entre los contadores de tiempo de vuelo y la bobina del imán. El marco de soporte en sí es una estructura compleja: pesa 20 toneladas y debe soportar cinco veces su propio peso, con una desviación máxima entre estar vacío y estar completamente cargado de solo un par de centímetros. La instalación de los supermódulos de ocho toneladas requiere un sistema de rieles con un sofisticado dispositivo de inserción para pasar a través de la estructura de soporte.
El calorímetro electromagnético (EM-Cal) se sumará en gran medida a las capacidades de medición de partículas de alto momento de ALICE. Extenderá el alcance de ALICE para estudiar jets y otros procesos difíciles.

#### Detector de multiplicidad de fotones
El detector de multiplicidad de fotones (PMD) es un detector de lluvia de partículas que mide la multiplicidad y distribución espacial de los fotones producidos en las colisiones. Utiliza como primera capa un detector de veto para rechazar partículas cargadas. Los fotones, por otro lado, pasan a través de un convertidor, iniciando una lluvia electromagnética en una segunda capa detectora donde producen grandes señales en varias células de su volumen sensible. Los hadrones, por otro lado, normalmente afectan solo a una célula y producen una señal que representa partículas de ionización mínima.

#### Detector de multiplicidad directa

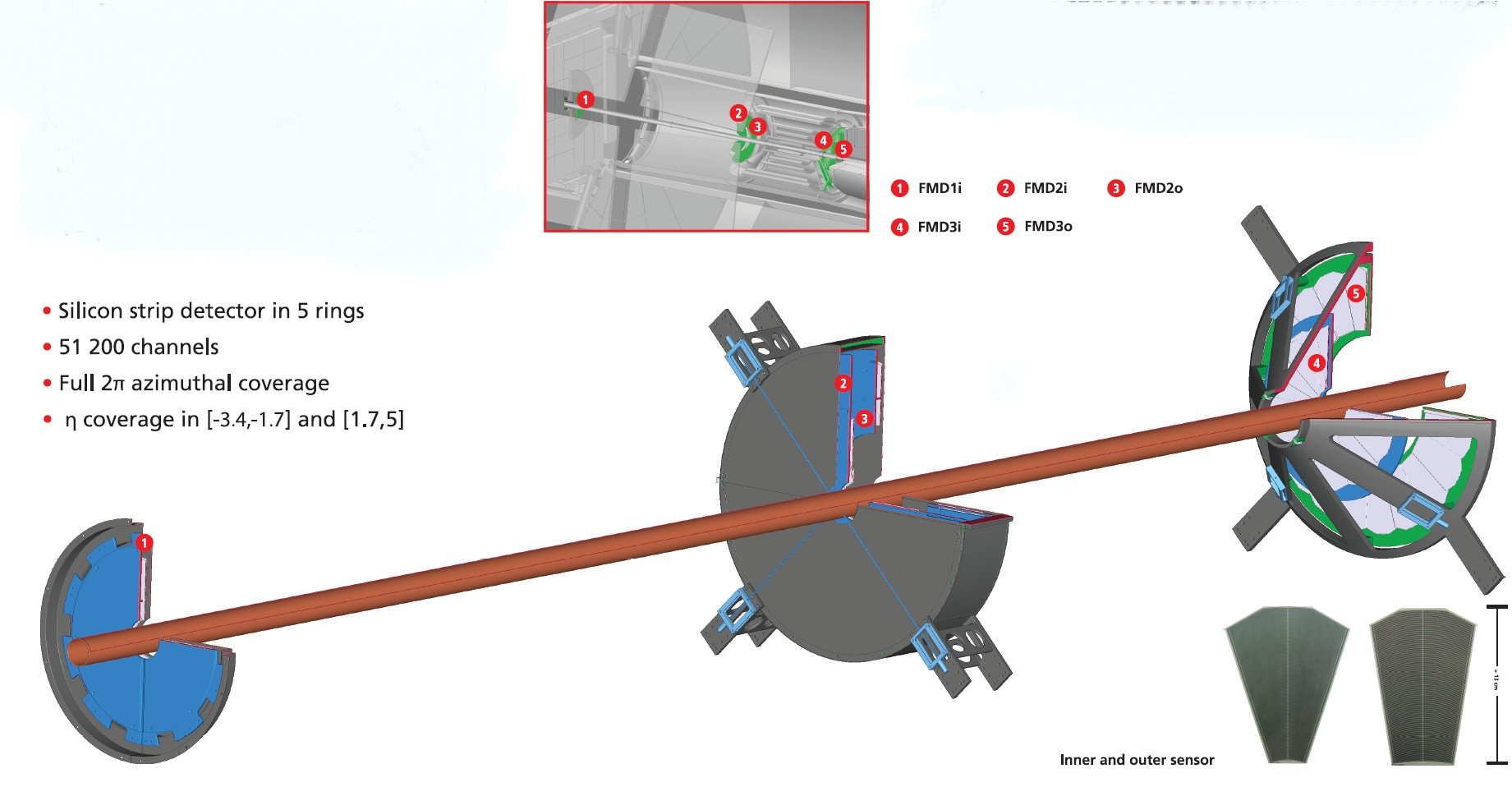
Detector de multiplicidad directa ALICE

El detector de multiplicidad hacia adelante (FMD) extiende la cobertura para la multiplicidad de partículas de carga en las regiones hacia adelante, lo que le da a ALICE la cobertura más amplia de los 4 experimentos del LHC para estas mediciones.
El FMD consta de 5 grandes discos de silicio con 10 240 canales de detección individuales para medir las partículas cargadas emitidas en pequeños ángulos con respecto al haz. FMD proporciona una medición independiente de la orientación de las colisiones en el plano vertical, que se puede utilizar con mediciones del detector de barril para investigar el flujo, los chorros, etc.

#### Espectrómetro de muones
El espectrómetro de muones directo ALICE estudia el espectro completo de quarkonia pesado (J/Ψ, Ψ′, ϒ, ϒ′, ϒ′′) a través de su desintegración en el canal μ+ μ–. Los estados de quarkonium pesados proporcionan una herramienta esencial para estudiar la etapa temprana y caliente de las colisiones de iones pesados. En particular, se espera que sean sensibles a la formación de plasma de Quark-Gluon. En presencia de un medio desconfinado (es decir, QGP) con una densidad de energía suficientemente alta, los estados de quarkonium se disocian debido al tramado de color. Esto conduce a una supresión de sus tasas de producción. A la alta energía de colisión del LHC, se pueden estudiar tanto los estados de charmonium (J/Ψ y Ψ′) como los estados de bottomonium (ϒ, ϒ ′ y ϒ ′ ′). El espectrómetro Dimuon está optimizado para la detección de estas resonancias de quarks pesados.

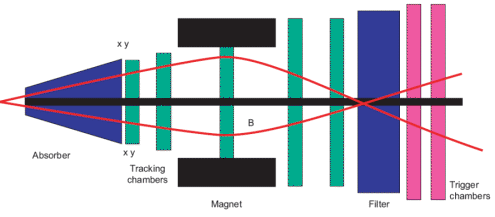
Los componentes principales del espectrómetro de muones ALICE: un absorbente para filtrar el fondo, un conjunto de cámaras de seguimiento antes, dentro y después del imán y un conjunto de cámaras de activación.

Los muones pueden identificarse utilizando la técnica que se acaba de describir utilizando el hecho de que son las únicas partículas cargadas capaces de atravesar casi sin perturbaciones cualquier material. Este comportamiento está relacionado con el hecho de que los muones con momentos por debajo de algunos cientos de GeV/c no sufren pérdidas de energía radiativa y, por lo tanto, no producen lluvias electromagnéticas. Además, debido a que son leptones, no están sujetos a interacciones fuertes con los núcleos del material que atraviesan. Este comportamiento se explota en espectrómetros de muones en experimentos de física de alta energía instalando detectores de muones detrás de los sistemas calorimétricos o detrás de materiales absorbentes gruesos. Todas las partículas cargadas que no sean los muones se detienen por completo, produciendo lluvias electromagnéticas (y hadrónicas).
El espectrómetro de muones en la región delantera de ALICE cuenta con un absorbente frontal muy grueso y complejo y un filtro de muones adicional que consta de una pared de hierro de 1,2 m de espesor. Los candidatos a muones seleccionados de las pistas que penetran en estos absorbedores se miden con precisión en un conjunto dedicado de detectores de seguimiento. Se utilizan pares de muones para recopilar el espectro de resonancias de mesones y vectores de quarks pesados (J/Psi). Sus tasas de producción se pueden analizar en función del momento transversal y la centralidad de la colisión para investigar la disociación debida al tramado de colores. La aceptación del espectrómetro de muones ALICE cubre el intervalo de pseudorapidez 2,5 ≤ η ≤ 4 y las resonancias pueden detectarse hasta un momento transversal cero.

### Caracterización de la colisión
Finalmente, necesitamos saber qué tan poderosa fue la colisión: esto se hace midiendo los restos de los núcleos en colisión en detectores hechos de materiales de alta densidad ubicados a unos 110 m a ambos lados de ALICE (las ZDC) y midiendo con el FMD, V0 y T0 el número de partículas producidas en la colisión y su distribución espacial. T0 también mide con alta precisión el momento en que tiene lugar el evento.

#### Calorímetro de cero grados

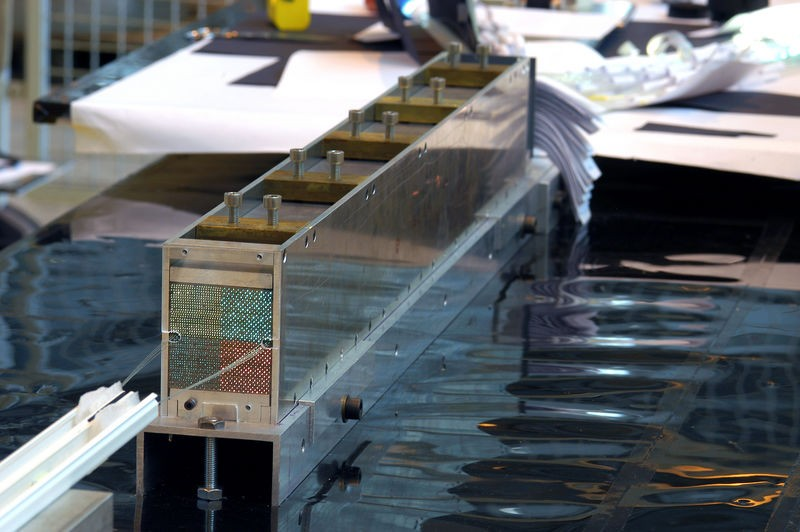
Cara frontal del calorímetro ZN: Uno de los dos calorímetros ZN durante el montaje. Las fibras de cuarzo se alojan en las ranuras de 1936 de las losas de aleación W.

Las ZDC son calorímetros que detectan la energía de los nucleones del espectador para determinar la región de superposición de los dos núcleos en colisión. Está compuesto por cuatro calorímetros, dos para detectar protones (ZP) y dos para detectar neutrones (ZN). Están ubicados a 115 m del punto de interacción en ambos lados, exactamente a lo largo de la línea del haz. El ZN se coloca a cero grados con respecto al eje del haz del LHC, entre los dos tubos del haz. Es por eso que los llamamos calorímetros de grado cero (ZDC). El ZP se coloca externamente al tubo del haz de salida. Los protones espectadores se separan de los haces de iones por medio del imán dipolo D1.
Los ZDC son "calorímetros de espagueti", formados por una pila de placas de metal pesado ranuradas para asignar una matriz de fibras de cuarzo. Su principio de funcionamiento se basa en la detección de la luz Cherenkov producida por las partículas cargadas de la ducha en las fibras.

#### Detector V0
V0 está formado por dos conjuntos de contadores de centelleo colocados a ambos lados del punto de interacción ALICE, y se denominan V0-A y V0-C. El contador V0-C está ubicado aguas arriba del absorbedor del brazo de dimuon y cubre la aceptación del espectrómetro, mientras que el contador V0-A se ubicará a unos 3,5 m del vértice de colisión, en el otro lado.
Se utiliza para estimar la centralidad de la colisión sumando la energía depositada en los dos discos de V0. Este observable escala directamente con el número de partículas primarias generadas en la colisión y por lo tanto a la centralidad.
V0 también se usa como referencia en los escaneos de Van Der Meer que dan el tamaño y la forma de los haces en colisión y, por lo tanto, la luminosidad entregada al experimento.

#### Detector T0

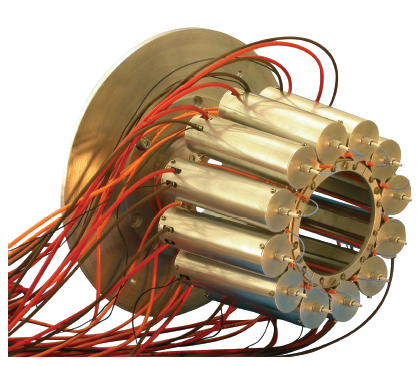
Una serie de contadores Cherenkov utilizados en el detector ALICE T0.

ALICE T0 sirve como detector de inicio, activación y luminosidad para ALICE. El tiempo de interacción preciso (INICIO) sirve como señal de referencia para el detector de tiempo de vuelo que se utiliza para la identificación de partículas. T0 suministra cinco señales de activación diferentes al procesador de activación central. El más importante de ellos es el vértice T0 que proporciona una confirmación rápida y precisa de la ubicación del punto de interacción principal a lo largo del eje del haz dentro de los límites establecidos. El detector también se utiliza para monitorear la luminosidad en línea, lo que proporciona una respuesta rápida al equipo del acelerador.
El detector T0 consta de dos conjuntos de contadores Cherenkov (T0-C y T0-A) colocados en los lados opuestos del punto de interacción (IP). Cada matriz tiene 12 contadores cilíndricos equipados con un radiador de cuarzo y un tubo fotomultiplicador.

### Detector de Rayos Cósmicos ALICE (ACORDE)
La caverna ALICE proporciona un lugar ideal para la detección de muones atmosféricos de alta energía provenientes de lluvias de rayos cósmicos. ACORDE detecta lluvias de rayos cósmicos provocando la llegada de muones a la parte superior del imán ALICE.
El disparador de rayos cósmicos ALICE está compuesto por 60 módulos de centelleo distribuidos en las 3 caras superiores del yugo magnético ALICE. La matriz puede configurarse para activarse en eventos de uno o varios muones, desde coincidencias dobles hasta la matriz completa, si se desea. La alta luminosidad de ACORDE permite el registro de eventos cósmicos con una multiplicidad muy alta de pistas de muones paralelas, los llamados haces de muones.
Con ACORDE, el experimento ALICE ha podido detectar los haces de muones con la mayor multiplicidad jamás registrada, así como medir indirectamente rayos cósmicos primarios de muy alta energía.

## Adquisición de datos
ALICE tuvo que diseñar un sistema de adquisición de datos que operara eficientemente en dos modos de ejecución muy diferentes: los eventos muy frecuentes pero pequeños, con pocas partículas producidas encontradas durante las colisiones protón-protón y los eventos relativamente raros, pero extremadamente grandes, con decenas de miles de nuevas partículas producidas en colisiones plomo-plomo en el LHC (L = 1027 cm−2 s−1 en Pb-Pb con cruces de racimos de 100 ns y L = 1030-1031 cm−2 s−1 en pp on cruces de racimos de 25 ns).
El sistema de adquisición de datos ALICE necesita equilibrar su capacidad para registrar el flujo constante de eventos muy grandes resultantes de colisiones centrales, con la capacidad de seleccionar y registrar procesos de sección transversal raros. Estos requisitos dan como resultado un ancho de banda agregado de creación de eventos de hasta 2,5 GByte/s y una capacidad de almacenamiento de hasta 1,25 GByte/s, lo que da un total de más de 1 PByte de datos cada año. Como se muestra en la figura, ALICE necesita una capacidad de almacenamiento de datos que supera con creces la de la generación actual de experimentos. Esta velocidad de datos equivale a seis veces el contenido de la Encyclopædia Britannica por segundo.
El hardware del sistema DAQ ALICE se basa en gran medida en componentes básicos: PC con Linux y conmutadores Ethernet estándar para la red de creación de eventos. Los rendimientos requeridos se logran mediante la interconexión de cientos de estas PC en un gran tejido DAQ. El marco de software de ALICE DAQ se llama DATE (ALICE Data Acquisition and Test Environment). DATE ya está en uso hoy, durante la fase de construcción y prueba del experimento, mientras evoluciona gradualmente hacia el sistema de producción final. Además, AFFAIR (un registrador de información de aplicaciones y estructuras flexibles) es el software de supervisión del rendimiento desarrollado por el proyecto ALICE Data Acquisition. AFFAIR se basa en gran medida en código fuente abierto y se compone de los siguientes componentes: recopilación de datos, comunicación entre nodos que emplea DIM, almacenamiento de base de datos por turnos rápido y temporal, y almacenamiento permanente y generación de gráficos mediante ROOT.
Finalmente. el experimento de ALICE Mass Storage System (MSS) combina un ancho de banda muy alto (1,25 GByte/s) y cada año almacena enormes cantidades de datos, más de 1 Pbytes. El sistema de almacenamiento masivo está compuesto por: a) Almacenamiento de datos globales (GDS) que realiza el almacenamiento temporal de datos en el pozo experimental; b) Almacenamiento de datos permanente (PDS) para el archivo de datos a largo plazo en el Centro de Computación del CERN y finalmente desde el software del Sistema de Almacenamiento Masivo que gestiona la creación, el acceso y el archivo de datos.

## Resultados

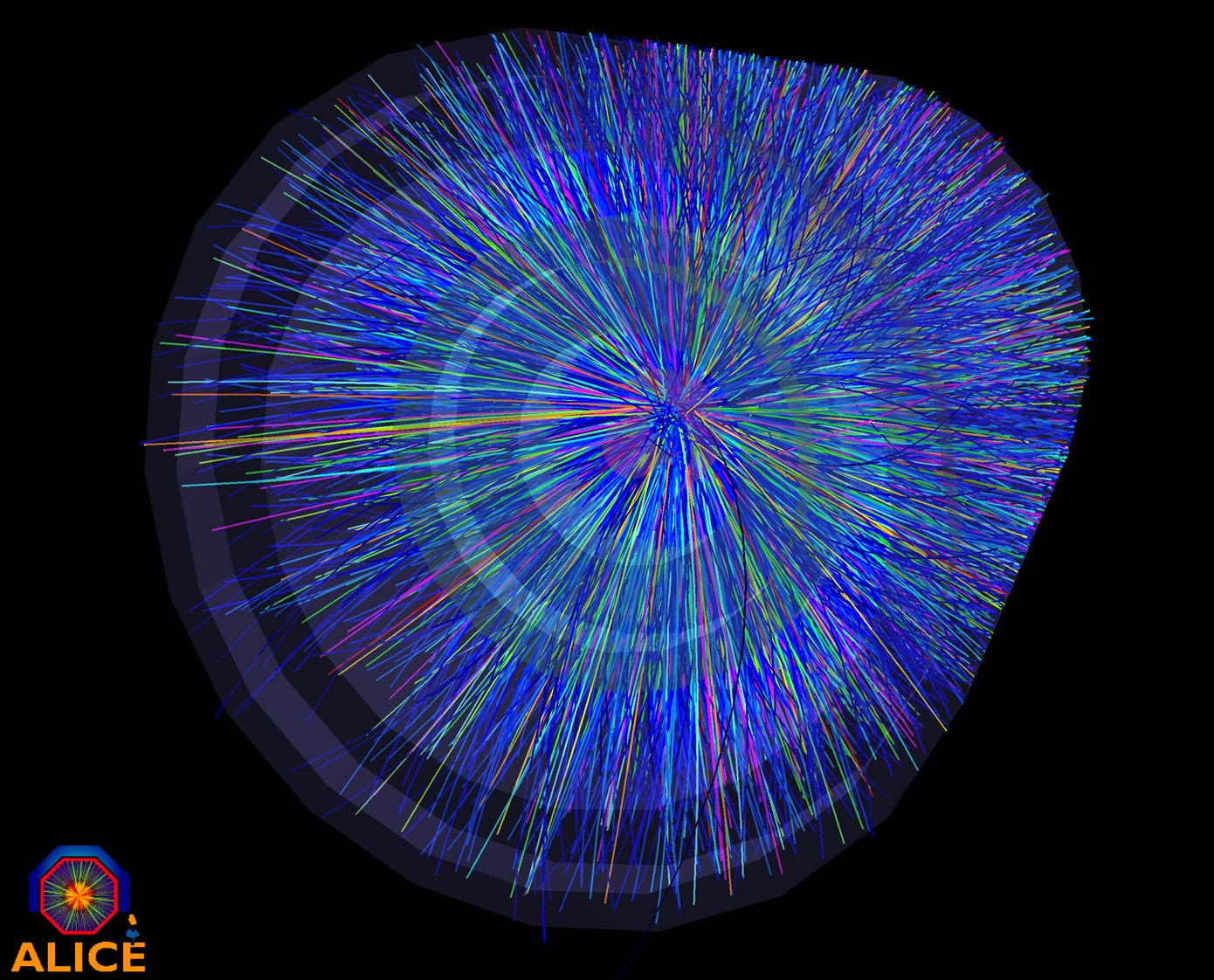
Eventos registrados por el experimento ALICE de las primeras colisiones de iones de plomo, a una energía de centro de masa de 2,76 TeV por par de nucleones.

El programa de física de ALICE incluye los siguientes temas principales: i) el estudio de la termalización de partones en el QGP con un enfoque en los quarks masivos encantadores de belleza y la comprensión del comportamiento de estos quarks pesados en relación con el medio de QGP acoplado estrictamente, ii) el estudio de los mecanismos de pérdida de energía que ocurren en el medio y las dependencias de la pérdida de energía en las especies de partón, iii) la disociación de estados de quarkonium que pueden ser una sonda de desconfinamiento y de la temperatura del medio y finalmente la producción de fotones térmicos y dileptones de baja masa emitidos por el QGP que se trata de evaluar la temperatura inicial y los grados de libertad de los sistemas, así como la naturaleza quiral de la transición de fase.
La colaboración ALICE presentó sus primeros resultados de las colisiones de protones del LHC en una energía de centro de masa de 7 TeV en marzo de 2010. Los resultados confirmaron que la multiplicidad de partículas cargadas aumenta con energía más rápido de lo esperado, mientras que la forma de la distribución de la multiplicidad no se reproduce bien mediante simulaciones estándar. Los resultados se basaron en el análisis de una muestra de 300.000 colisiones protón-protón que el experimento ALICE recopiló durante las primeras ejecuciones del LHC con haces estables a una energía de centro de masa, √s, de 7 TeV.
En 2011, ALICE Collaboration midió el tamaño del sistema creado en colisiones Pb-Pb a una energía de centro de masa de 2,76 TeV por par de nucleones. ALICE confirmó que la materia QCD creada en las colisiones de Pb-Pb se comporta como un fluido, con fuertes movimientos colectivos que están bien descritos por ecuaciones hidrodinámicas. La bola de fuego formada en colisiones nucleares en el LHC es más caliente, vive más tiempo y se expande a un tamaño mayor que el medio que se formó en las colisiones de iones pesados en RHIC. Las mediciones de multiplicidad del experimento ALICE muestran que el sistema inicialmente tiene una densidad de energía mucho más alta y es al menos un 30% más caliente que en RHIC, lo que resulta en aproximadamente el doble de la multiplicidad de partículas para cada par de nucleones en colisión (Aamodt et al. 2010a). Otros análisis, en particular que incluyen la total dependencia de estos observables en la centralidad, proporcionarán más información sobre las propiedades del sistema, como las velocidades iniciales, la ecuación de estado y la viscosidad del fluido, y restringirán fuertemente el modelado teórico de iones pesados colisiones.

### Un líquido perfecto en el LHC
Las colisiones nucleares descentradas, con un parámetro de impacto finito, crean una bola de fuego "en forma de almendra" fuertemente asimétrica. Sin embargo, los experimentos no pueden medir las dimensiones espaciales de la interacción (excepto en casos especiales, por ejemplo en la producción de piones, ver). En cambio, miden las distribuciones de impulso de las partículas emitidas. Una correlación entre la distribución del momento azimutal medido de las partículas emitidas por la bola de fuego en descomposición y la asimetría espacial inicial sólo puede surgir de múltiples interacciones entre los constituyentes de la materia creada; en otras palabras, nos dice cómo fluye la materia, lo que está relacionado con su ecuación de estado y sus propiedades de transporte termodinámico.
La distribución azimutal medida de partículas en el espacio de momento se puede descomponer en coeficientes de Fourier. El segundo coeficiente de Fourier (v2), llamado flujo elíptico, es particularmente sensible a la fricción interna o viscosidad del fluido, o más precisamente, η/s, la relación entre la viscosidad de cizallamiento (η) y la entropía (s) del sistema. Para un buen fluido como el agua, la relación η/s es pequeña. Un líquido "espeso", como la miel, tiene valores elevados de η/s.
En colisiones de iones pesados en el LHC, la colaboración de ALICE descubrió que la materia caliente creada en la colisión se comporta como un fluido con poca fricción, con η/s cerca de su límite inferior (viscosidad casi nula). Con estas mediciones, ALICE acaba de comenzar a explorar la dependencia de la temperatura de η/s y anticipamos muchas más mediciones en profundidad relacionadas con el flujo en el LHC que limitarán aún más las características hidrodinámicas del QGP.

### Midiendo la temperatura más alta de la Tierra
En agosto de 2012, los científicos de ALICE anunciaron que sus experimentos produjeron plasma de quarks-gluones con una temperatura de alrededor de 5,5 billones de kelvin, la masa de temperatura más alta alcanzada en cualquier experimento físico hasta ahora. Esta temperatura es aproximadamente un 38% más alta que el récord anterior de aproximadamente 4 billones de kelvin, alcanzado en los experimentos de 2010 en el Laboratorio Nacional de Brookhaven.
Los resultados de ALICE se anunciaron en la conferencia Quark Matter 2012 del 13 de agosto en Washington, D.C.. El plasma de quark-gluón producido por estos experimentos se aproxima a las condiciones en el universo que existían microsegundos después del Big Bang, antes de que la materia se fusionara en átomos.

### Energía perdida
Un proceso básico en QCD es la pérdida de energía de un partón rápido en un medio compuesto por cargas de color. Este fenómeno, "extinción por chorro", es especialmente útil en el estudio del QGP, utilizando los productos naturales (chorros) de la dispersión dura de quarks y gluones de los núcleos entrantes. Un partón muy energético (una carga de color) sondea el medio coloreado como un rayo X sondea la materia ordinaria. La producción de estas sondas partónicas en colisiones hadrónicas se comprende bien dentro de la QCD perturbativa. La teoría también muestra que un partón que atraviesa el medio perderá una fracción de su energía al emitir muchos gluones blandos (de baja energía). La cantidad de energía radiada es proporcional a la densidad del medio y al cuadrado de la longitud de la trayectoria recorrida por el partón en el medio. La teoría también predice que la pérdida de energía depende del sabor del partón.
La extinción por chorro se observó por primera vez en RHIC midiendo los rendimientos de hadrones con alto momento transversal. Estas partículas se producen mediante la fragmentación de partones energéticos. Se encontró que los rendimientos de estas partículas de alto pT en colisiones núcleo-núcleo central eran un factor cinco más bajo de lo esperado a partir de las mediciones en reacciones protón-protón. ALICE ha publicado recientemente la medición de partículas cargadas en colisiones centrales de iones pesados en el LHC. Al igual que en RHIC, la producción de hadrones con alto pT en el LHC está fuertemente suprimida. Sin embargo, las observaciones en el LHC muestran características cualitativamente nuevas. La observación de ALICE es coherente con los informes de las colaboraciones de ATLAS y CMS sobre evidencia directa de pérdida de energía de partones en colisiones de iones pesados utilizando chorros de partículas consecutivos completamente reconstruidos asociados con dispersiones de partones duros. Los dos últimos experimentos han mostrado un fuerte desequilibrio energético entre el chorro y su compañero de retroceso (G Aad et al. 2010 y colaboración CMS 2011). Se cree que este desequilibrio surge porque uno de los chorros atravesó la materia caliente y densa, transfiriendo una fracción sustancial de su energía al medio de una manera que no se recupera mediante la reconstrucción de los chorros.

### Estudio de la producción de hadroproductos de quarkonium
Los quarkonio son estados ligados de quarks de sabor fuerte (charm o bottom) y sus antiquarks. Se han estudiado extensamente dos tipos de quarkonia: charmonia, que consiste en un quark encanto y un anti-encanto, y bottomonia hecha de un quark fondo y un quark anti-fondo. Los quarks encantadores y anticharm en presencia del Quark Gluon Plasma, en el que hay muchas cargas de color libres, ya no pueden verse entre sí y, por lo tanto, no pueden formar estados ligados. La "fusión" de quarkonia en QGP se manifiesta en la supresión de los rendimientos de quarkonium en comparación con la producción sin la presencia de QGP. La búsqueda de la supresión de quarkonia como firma QGP comenzó hace 25 años. Los primeros resultados de ALICE para hadrones encantadores en colisiones de PbPb en un centro de energía de masa √sNN = 2,76 TeV indican una fuerte pérdida de energía en el medio para los quarks encantadores y extraños que es una indicación de la formación del medio caliente de QGP.
A medida que aumenta la temperatura, también lo hace el tramado de color, lo que da como resultado una mayor supresión de los estados de quarkonium, ya que es más difícil que el encanto - anticharm o bottom - antibottom forme nuevos estados de unión. A temperaturas muy altas, no se espera que sobrevivan estados de quarkonium; se derriten en el QGP. Por lo tanto, la supresión secuencial de quarconio se considera un termómetro QGP, ya que los estados con diferentes masas tienen diferentes tamaños y se espera que se criben y disocian a diferentes temperaturas. Sin embargo, a medida que aumenta la energía de colisión, también lo hace el número de quarks encantadores-anticharm que pueden formar estados unidos, y puede aparecer un mecanismo de equilibrio de recombinación de quarkonia a medida que avanzamos hacia energías superiores.
Los resultados de la primera ejecución de ALICE son bastante sorprendentes, en comparación con las observaciones de energías más bajas. Si bien se observa una supresión similar en las energías del LHC para las colisiones periféricas, cuando se avanza hacia más colisiones frontales, cuantificadas por el número creciente de nucleones en los núcleos principales que participan en la interacción, la supresión ya no aumenta. Por lo tanto, a pesar de las temperaturas más altas alcanzadas en las colisiones nucleares en el LHC, el experimento ALICE detecta más mesones J/ψ en Pb–Pb con respecto a p–p. Es probable que tal efecto esté relacionado con un proceso de regeneración que ocurre en el límite de temperatura entre el QGP y un gas caliente de hadrones.
La supresión de los estados de charmonium también se observó en colisiones protón-plomo en el LHC, en las que no se forma Quark Gluon Plasma. Esto sugiere que la supresión observada en las colisiones protón-núcleo (pA) se debe a los efectos de la materia nuclear fría. Comprender la riqueza de los resultados experimentales requiere comprender la modificación media de los quarkonia y desenredar los efectos de la materia fría y caliente. En la actualidad, hay una gran cantidad de datos disponibles de RHIC y LHC sobre la supresión de charmonio y bottomonio y ALICE intenta distinguir entre los efectos debidos a la formación del QGP y los efectos de la materia nuclear fría.

### Estructura de doble cumbrera en colisiones p-Pb

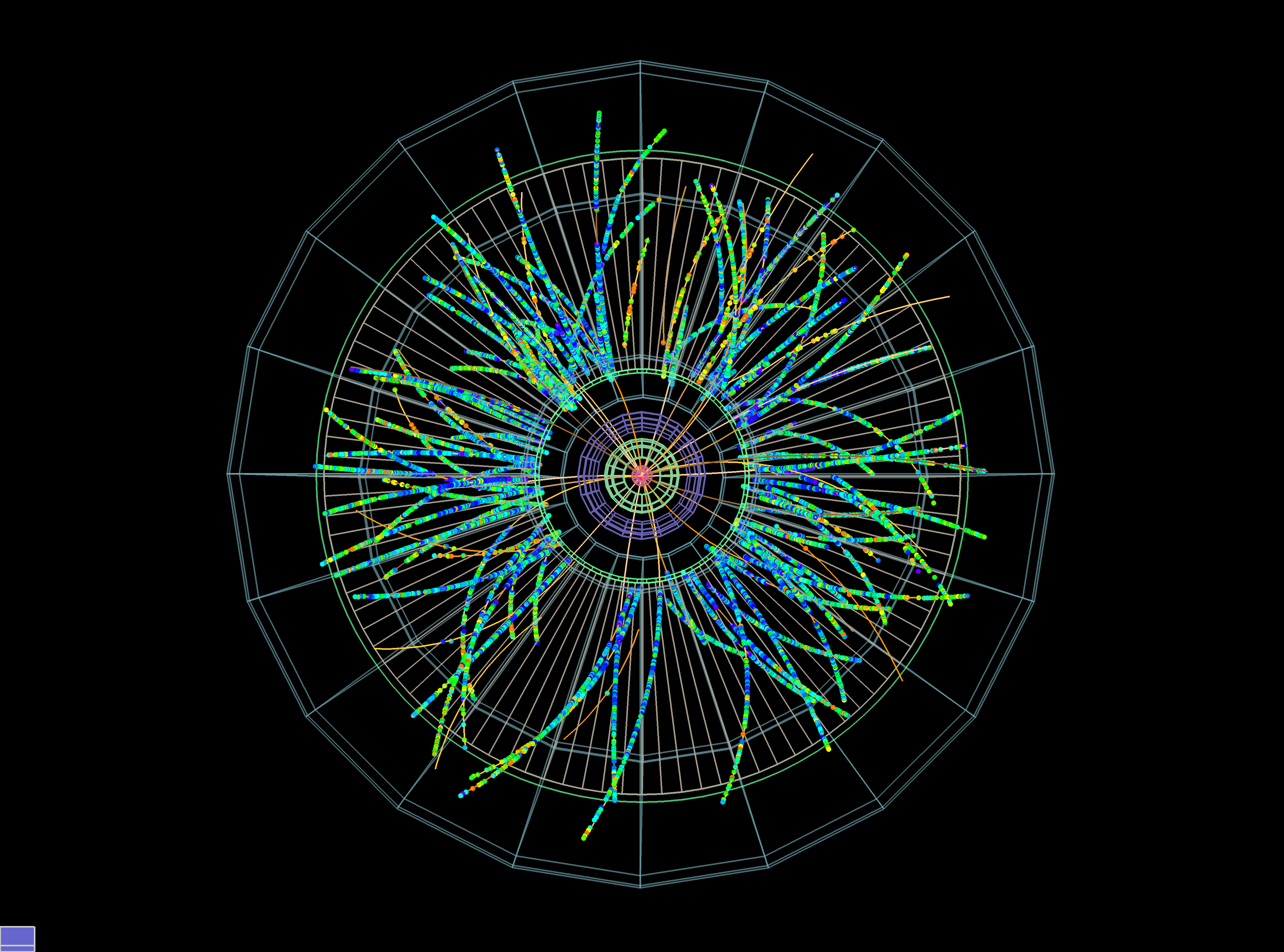
ALICE registra las primeras colisiones de protones y plomo en el LHC

El análisis de los datos de las colisiones p-Pb en el LHC reveló una estructura de doble cresta completamente inesperada con un origen hasta ahora desconocido. Las colisiones protón-plomo (pPb) en 2013, dos años después de las colisiones de iones pesados, abrieron un nuevo capítulo en la exploración de las propiedades del estado quiralmente simétrico desconfinado del QGP. Una sorprendente correlación del lado cercano, de largo alcance (alargada en pseudorapidez), que forma una estructura similar a una cresta observada en colisiones de alta multiplicidad de pp, también se encontró en colisiones de alta multiplicidad de pPb, pero con una amplitud mucho mayor. Sin embargo, la mayor sorpresa vino de la observación de que esta cresta del lado cercano está acompañada por una cresta del lado exterior esencialmente simétrica, opuesta en azimut (CERN Courier March 2013 p6). Esta doble cresta se reveló después de que se suprimieran las correlaciones de corto alcance que surgen de la fragmentación del chorro y las desintegraciones de resonancia restando la distribución de correlación medida para eventos de baja multiplicidad de la distribución de alta multiplicidad.
Se han atribuido estructuras de largo alcance similares en las colisiones de iones pesados al flujo colectivo de partículas emitidas por un sistema termalizado que experimenta una expansión hidrodinámica colectiva. Esta anisotropía se puede caracterizar mediante los coeficientes vn (n = 2, 3, ...) de una descomposición de Fourier de la distribución azimutal de una sola partícula. Para probar aún más la posible presencia de fenómenos colectivos, la colaboración de ALICE ha extendido el análisis de correlación de dos partículas a las partículas identificadas, verificando un posible ordenamiento de masas de los coeficientes armónicos v2. Tal ordenamiento en masa se observó en colisiones de iones pesados, donde se interpretó que surgía de un impulso radial común, el llamado flujo radial, acoplado a la anisotropía en el espacio de momento. Continuando con las sorpresas, se ha medido un orden claro de partículas-masa, similar al observado en las colisiones de PbPb centrales centrales (CERN Courier, septiembre de 2013), en colisiones de pPb de alta multiplicidad.
La sorpresa final, hasta ahora, viene de los estados charmonium. Mientras que la producción de J/ψ no revela ningún comportamiento inesperado, la producción del estado más pesado y menos ligado (2S) indica una fuerte supresión (0.5–0.7) con respecto a J/ψ, en comparación con las colisiones de pp. ¿Es esto un indicio de los efectos del medio? De hecho, en las colisiones de iones pesados, dicha supresión se ha interpretado como una fusión secuencial de estados de quarkonia, dependiendo de su energía de enlace y la temperatura del QGP creado en estas colisiones.
En la primera campaña de medición de pPb, los resultados esperados estuvieron ampliamente acompañados de observaciones imprevistas. Entre los resultados esperados se encuentra la confirmación de que las colisiones protón-núcleo proporcionan una herramienta adecuada para estudiar en detalle la estructura partónica de la materia nuclear fría. Las sorpresas provienen de la similitud de varios observables entre colisiones de pPb y PbPb, que apuntan a la existencia de fenómenos colectivos en colisiones de pPb con alta multiplicidad de partículas y, eventualmente, la formación de QGP.

## Actualizaciones y planes futuros

### Apagado prolongado 1
La principal actividad de actualización en ALICE durante el Long Shutdown 1 del LHC fue la instalación del calorímetro dijet (DCAL), una extensión del sistema EMCAL existente que agrega 60 ° de aceptación azimutal frente a los 120° existentes de aceptación de EMCAL. Este nuevo subdetector se instalará en la parte inferior del imán solenoide, que actualmente alberga tres módulos del espectrómetro de fotones (PHOS). Además, se instalará un sistema de rieles y una cuna completamente nuevos para soportar los tres módulos PHOS y los ocho módulos DCAL, que en conjunto pesan más de 100 toneladas. La instalación de cinco módulos del TRD seguirá y así completará este complejo sistema de detección, que consta de 18 unidades,
Además de estas actividades principales de detección, los 18 subdetectores ALICE experimentaron mejoras importantes durante LS1 mientras se reemplazan las computadoras y los discos de los sistemas en línea, seguidos de actualizaciones de los sistemas operativos y software en línea.
Todos estos esfuerzos son para garantizar que ALICE esté en buena forma para el período de ejecución de tres años del LHC después de LS1, cuando la colaboración espera colisiones de iones pesados en la energía superior del LHC de 5,5 TeV/nucleón a luminosidades superiores a 1027. Hz/cm².

### Parada prolongada 2 (2018)
La colaboración de ALICE tiene planes para una actualización importante durante el próximo cierre prolongado, LS2, actualmente programado para 2018. Luego, todo el rastreador de silicio será reemplazado por un sistema de rastreo de píxeles monolíticos construido a partir de chips ALPIDE; la cámara de proyección del tiempo se actualizará con detectores de multiplicador de electrones gaseosos (GEM) para lectura continua y el uso de nueva microelectrónica; y todos los demás subdetectores y los sistemas en línea se prepararán para un aumento de 100 veces en el número de eventos grabados en cinta.